# Niederanven
Niederanven (en luxemburgués: Nidderaanwen) es una comuna de Luxemburgo, localizada al noreste de la ciudad de Luxemburgo. Forma parte del cantón de Luxemburgo y en 2019 tenía una población de 6222 habitantes.